# ILO 169
Het Verdrag betreffende inheemse en in stamverband levende volken in onafhankelijke landen is een verdrag van de Internationale Arbeidsorganisatie (International Labour Organization, ILO), ook bekend als ILO-conventie 169 of C169. Het is het belangrijkste bindende verdrag in het internationaal recht betreffende inheemse volken en een voorloper van de Verklaring van de Rechten van Inheemse Volken. Tot nu toe hebben 22 landen ILO-conventie 169 geratificeerd, waaronder Nederland in 1998.

## Akte
Het verdrag bestaat uit een preambule, gevolgd door vierenveertig artikelen, verdeeld in tien delen:
- Deel I. Algemeen Beleid
- Deel II. Land
- Deel III. Werving en Arbeidsvoorwaarden
- Deel IV. Beroepsopleiding, Ambachten en Plattelandsindustrieën
- Deel V. Sociale Zekerheid en Gezondheidszorg
- Deel VI. Onderwijs en Communicatiemiddelen
- Deel VII. Grensoverschrijdende contacten en samenwerking
- Deel VIII. Beheer
- Deel IX. Algemene Bepalingen
- Deel X. Slotbepalingen

De preambule van het in 1989 aangenomen verdrag stelt:
Opmerkend de internationale normen vervat in het Verdrag en de Aanbeveling inzake de inheemse bevolking en volksstammen, 1957, en
Herinnerend aan de bewoordingen van de Universele Verklaring van de rechten van de mens, het Internationaal Verdrag inzake economische, sociale en culturele rechten, het Internationaal Verdrag inzake burgerrechten en politieke rechten en de vele internationale akten inzake de voorkoming van discriminatie, en
Overwegend dat de ontwikkelingen die sinds 1957 in het internationale recht hebben plaatsgevonden en de ontwikkelingen in de omstandigheden van inheemse en in stamverband levende volken in alle delen van de wereld aanleiding geven tot het aannemen van nieuwe internationale normen ter zake, teneinde de op assimilatie gerichte tendens van eerdere normen weg te nemen, en
Erkennend de aspiraties van deze volken om zeggenschap te hebben over hun eigen instellingen, leefwijze en economische ontwikkeling, en hun identiteit, hun taal en hun godsdienst te behouden en tot ontwikkeling te brengen binnen het kader van de Staten waarin zij leven, en
Opmerkend dat in vele delen van de wereld deze volken niet in dezelfde mate hun fundamentele mensenrechten kunnen genieten als de rest van de bevolking van de Staten waarin zij leven, en dat hun wetten, waarden, gewoonten en vooruitzichten vaak zijn aangetast, en
Aandacht vragend voor de duidelijk eigen bijdrage van inheemse en in stamverband levende volken aan de culturele verscheidenheid en de maatschappelijke en ecologische harmonie van de mensheid en aan de internationale samenwerking en begrip, en...

## Wijzigingen
Dit verdrag is een herziening van Verdrag C107, het Verdrag betreffende inheemse en in stamverband levende volken, 1957. Sommige landen die het verdrag van 1989 hebben geratificeerd, hebben het verdrag van 1957 "afgekeurd".

## Doel en achtergrond
ILO 169 is het belangrijkste internationale rechtsverdrag dat de rechten van inheemse volken moet waarborgen. De effectiviteit ervan is afhankelijk van het aantal landen dat dit verdrag ratificeert.
De herziening van Verdrag 107 betekent dat integratie en assimilatie niet langer aanvaardbaar zijn als middel of doelstelling van regeringsbeleid. Inheemse volken moeten het recht hebben om te kunnen kiezen tussen integratie en behoud van hun culturele en politieke integriteit. De artikelen 8-10 erkennen en onderkennen de culturen, tradities en bijzondere omstandigheden van inheemse en in stamverband levende volken.
In november 2009 werd in Chili een vonnis gewezen dat beschouwd wordt als een mijlpaal op het gebied van de inheemse mensenrechten. Het hof besliste unaniem voor toewijzing van 9 liter water per seconde aan de Chusmiza- en Usmagama-gemeenschappen. Het juridisch geschil, dat zich al 14 jaar lang had voortgesleept, draaide in principe om het gemeenschappelijke recht op water in een van de droogste gebieden op aarde. Het vonnis van het hooggerechtshof inzake de waterrechten van de Aymara was een bevestiging van de uitspraken van het Pozo Almonte-tribunaal en het Iquique Hof van Beroep, en betekende dat het ILO 169-verdrag voor het eerst juridisch toepassing vond in Chili.
Dit besluit werd voorafgegaan door toenemend verzet tegen de Chileense autoriteiten die weigerden om uitvoering te geven aan Verdrag 169. Mapuche-leiders dienden een dwangbevel in tegen de toenmalige president Bachelet en haar secretaris-generaal José Antonio Viera-Gallo, die ook coördinator was van inheemse zaken. Hun argument was dat de regering had nagelaten om te voldoen aan de bepaling van Verdrag 169 die voorziet in het recht op "voorafgaande consultatie". Een bepaling die moet worden uitgevoerd "in goed vertrouwen en op een wijze die is aangepast aan de omstandigheden, met het doel om overeenstemming of instemming te verwerven aangaande de voorgestelde plannen," zoals houtkap, grootschalige landbouw of mijnbouw in inheemse territoria. Het ILO-verdrag was al eerder met succes toegepast in Chili, zoals in de zaak van een Machi-vrouw die gerechtelijke stappen ondernam om een stuk land met geneeskrachtige kruiden te beschermen tegen de houtverwerkende industrie. 
Men vreesde toen echter dat het verdrag in overeenstemming zou worden gebracht met het politieke beleid van de regering, in plaats van andersom.